# 山形県企業局
山形県企業局（やまがたけんきぎょうきょく）は、山形県の地方公営企業である。山形県において、電気事業、工業用水道事業、公営企業資産運用事業、水道用水供給事業を行っている。

## 事業

### 電気事業
- 新野川第一発電所
- 野川第二発電所
- 朝日川第一発電所
- 朝日川第二発電所
- 白川発電所
- 横川発電所
- 倉沢発電所
- 寿岡発電所
- 蘇岡発電所
- 温海川発電所
- 肘折発電所
- 大沢川発電所
- 鶴子発電所

### 工業用水道事業
- 酒田工業用水道
- 八幡原工業用水道
- 福田工業用水道

### 公営企業資産運用事業
- 県民ゴルフ場
- 山形県営駐車場

### 水道用水供給事業
- 村山広域水道
- 置賜広域水道
- 最上広域水道
- 庄内広域水道